# Fênix Futebol Clube
Le Fênix Futebol Clube était un club brésilien de football basé à São Luís dans l'État du Maranhão. Il est plus tard renommé  Fênix Atlético Clube.

## Palmarès
- Championnat du Maranhão :
  - Champion : 1921